# 唐木ちえみ
唐木 ちえみ（からき ちえみ、1958年9月22日 - ）は、日本の女優。長野県出身。希楽星所属。元劇団昴劇団員。特技は長野弁。趣味はテニス、ゴルフ、スキューバダイビング。

## 出演

### テレビドラマ
NHK
- はね駒（1986年）
- 葵 徳川三代（2000年）
- 虹色定期便（2000年） - 宮本薫 役
- さわやか3組（2004年）
- ハゲタカ（2007年） - 三島頼子 役
- トップセールス（2008年）
- 派遣のオスカル〜少女漫画に愛をこめて（2009年） - 五十嵐春子 役
- 祝女〜shukujo〜（2010年） - ナギサの母 役
- 土曜ドラマスペシャル 神様の女房（2011年） - 五代婦人 役
- 夏目漱石の妻（2016年） - 中根カツ 役

日本テレビ
- 火曜サスペンス劇場 / 警部補 佃次郎
- レッツ・ゴー!永田町 （2001年）
- DRAMA COMPLEX / ひめゆり隊と同じ戦火を生きた少女の記録 最後のナイチンゲール（2006年）
- 怪物くん（2010年）

TBS
- 広島 昭和20年8月6日（2005年）
- 赤い疑惑（2005年）
- 99年の愛〜JAPANESE AMERICANS〜（2010年） - メアリー・カズコ・平松 役
- すずがくれた音
- 陰の季節7 - 菊地理香 役
- 新宿暴走救急隊 - 真中幸子 役
- ブラック・ジャック2 天才女医のウエディングドレス - 源三の妻 役
- 愛という名のもとに
- 依頼人の娘
- 十年愛 A decade of two
- こたえてちょーだい!
- 夜に抱かれて
- おもいっきり探偵団覇悪怒組 第19話
- 名探偵保健室のオバさん 第8話
- 女同士
- 花嫁は厄年ッ! 第11話、第12話 - 看護師 役
- 恋は戦い! 第7話
- 第三の時効
- 渡る世間は鬼ばかり 第10シリーズ（2011年） - 小山医師 役
- なるようになるさ。シーズン2 - 川合佐和 役
- あなたのことはそれほど（2017年） - 有島陽子 役
- 月曜ゴールデン
  - 「離婚妻探偵2」（2009年） - 茂田恵美子

フジテレビ
- 夏樹静子サスペンス「雪の別離」（1987年）
- さよなら、小津先生（2001年）
- 救命病棟24時（2001年） - 谷沢百合子 役
- 天体観測（2002年） - タケシの母 役
- 離婚弁護士
- 恋におちたら〜僕の成功の秘密〜（2005年） - 亀井静子 役
- 金曜エンタテイメント / 松本清張スペシャル・黒い樹海（2005年） - 桜井弘美 役
- ほんとにあった怖い話（2007年） - 中川桂子 役
- コード・ブルー -ドクターヘリ緊急救命-（2008年）
- 不毛地帯（2009年） - 芦田智子 役
- GOLD（2010年）
- 2夜連続 松本清張スペシャル 球形の荒野（2010年） - 旅館女将
- 大切なことはすべて君が教えてくれた（2011年） - 山下美幸 役
- 世にも奇妙な物語
  - 「ルームメイト」
  - 「タイム・スクーター」

テレビ朝日
- ハングマンGOGO
- 超人機メタルダー 第26話
- 機動刑事ジバン 第2話（1989年） - ニュースキャスター
- 高速戦隊ターボレンジャー 第9話（1989年）
- 外科病棟女医の事件ファイル（1991年） - 岡田和枝 役
- 愛と死をみつめて（2006年）
- 警部補・碓氷弘一（2017年） - 今村公恵 役
- 土曜ワイド劇場
  - 松本清張の断線（1983年）
  - 火災調査官・紅蓮次郎4（2004年） - 青木和代 役
  - 松本清張の証言（2004年）

テレビ東京
- 月曜・女のサスペンス
- 女と愛とミステリー
  - 刑事吉永誠一 涙の事件簿6 - 吉見幸江 役

### ラジオ
- 昭夫の日記 - 先生 役
- これは王国のかぎ - 王妃 役

### 映画
- 不良少年の夢 - 義家の義母 役
- HIRAKATA
- 爆発の臨界

### 舞台
- セールスマンの死 - ジェニー 役
- スコッチを一杯
- 医師クノック - マリエット 役

### その他
- 名探偵フームズ・英文法の謎（進研ゼミ中二講座） - エイコ 役